# Kamenahalli, Krishnarajanagara
Kamenahalli là một làng thuộc tehsil Krishnarajanagara, huyện Mysore, bang Karnataka, Ấn Độ.